# Dongfeng (Automarke)

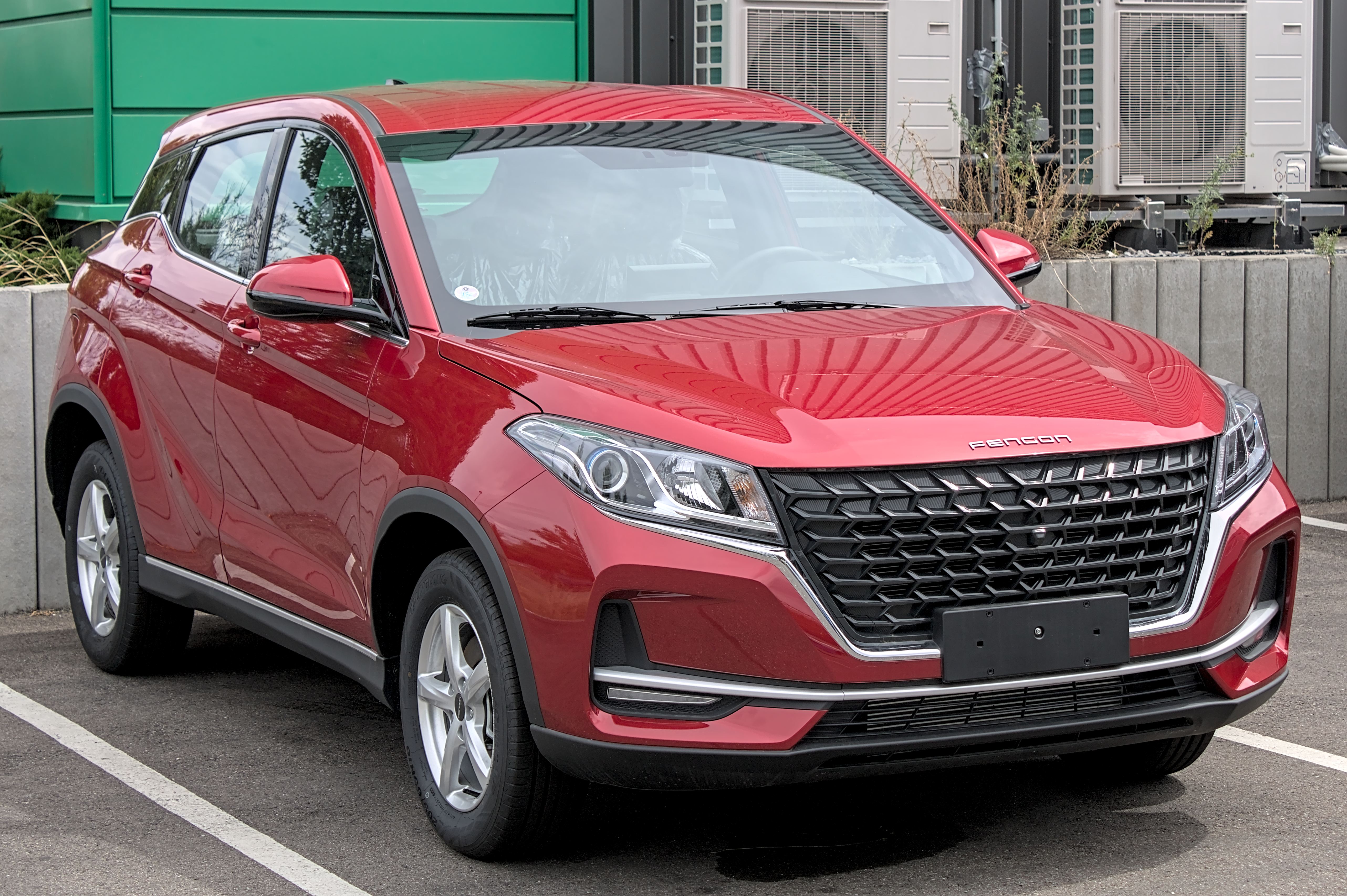
Dongfeng Fengguang 500

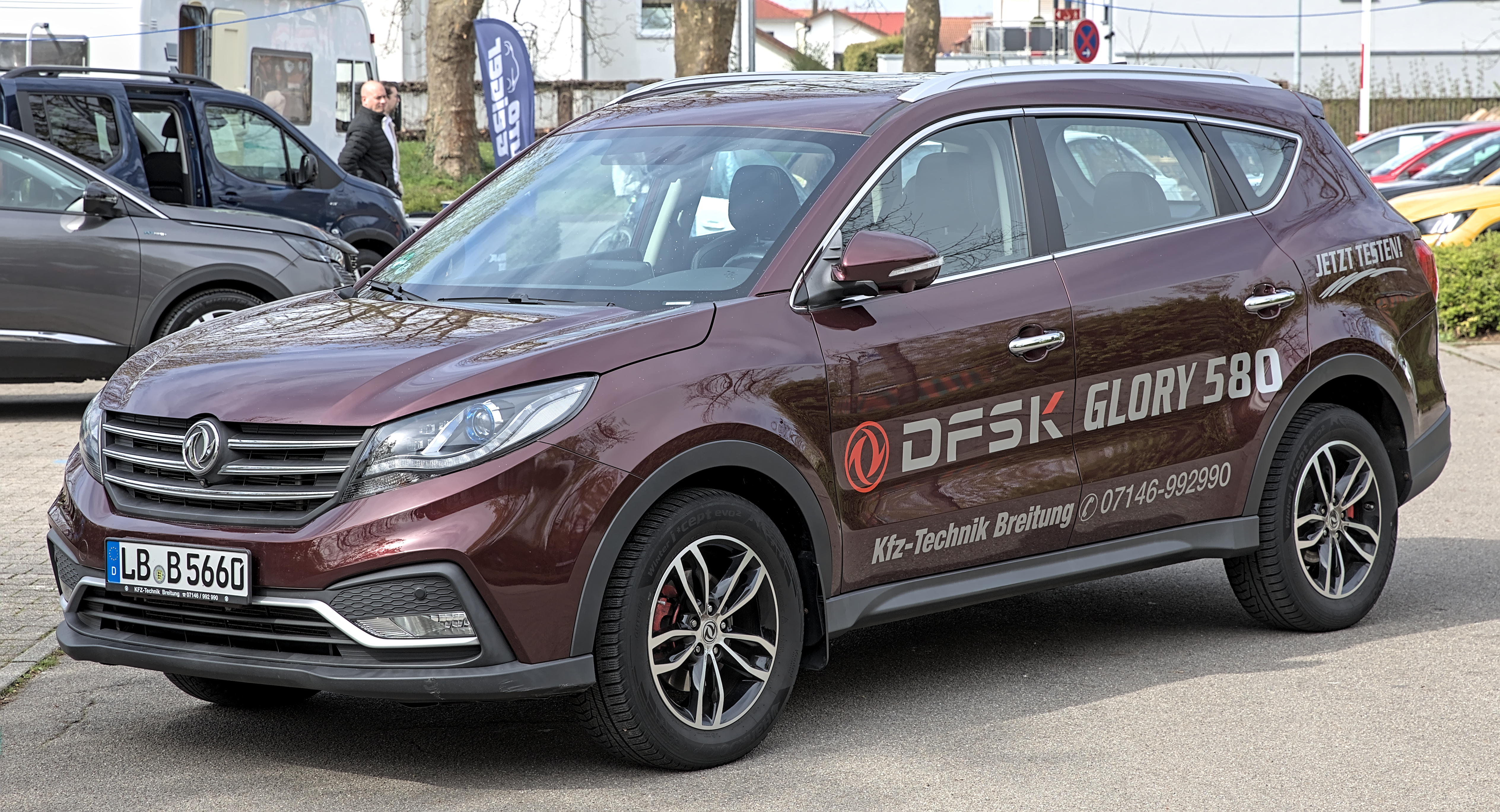
Dongfeng Fengguang 580

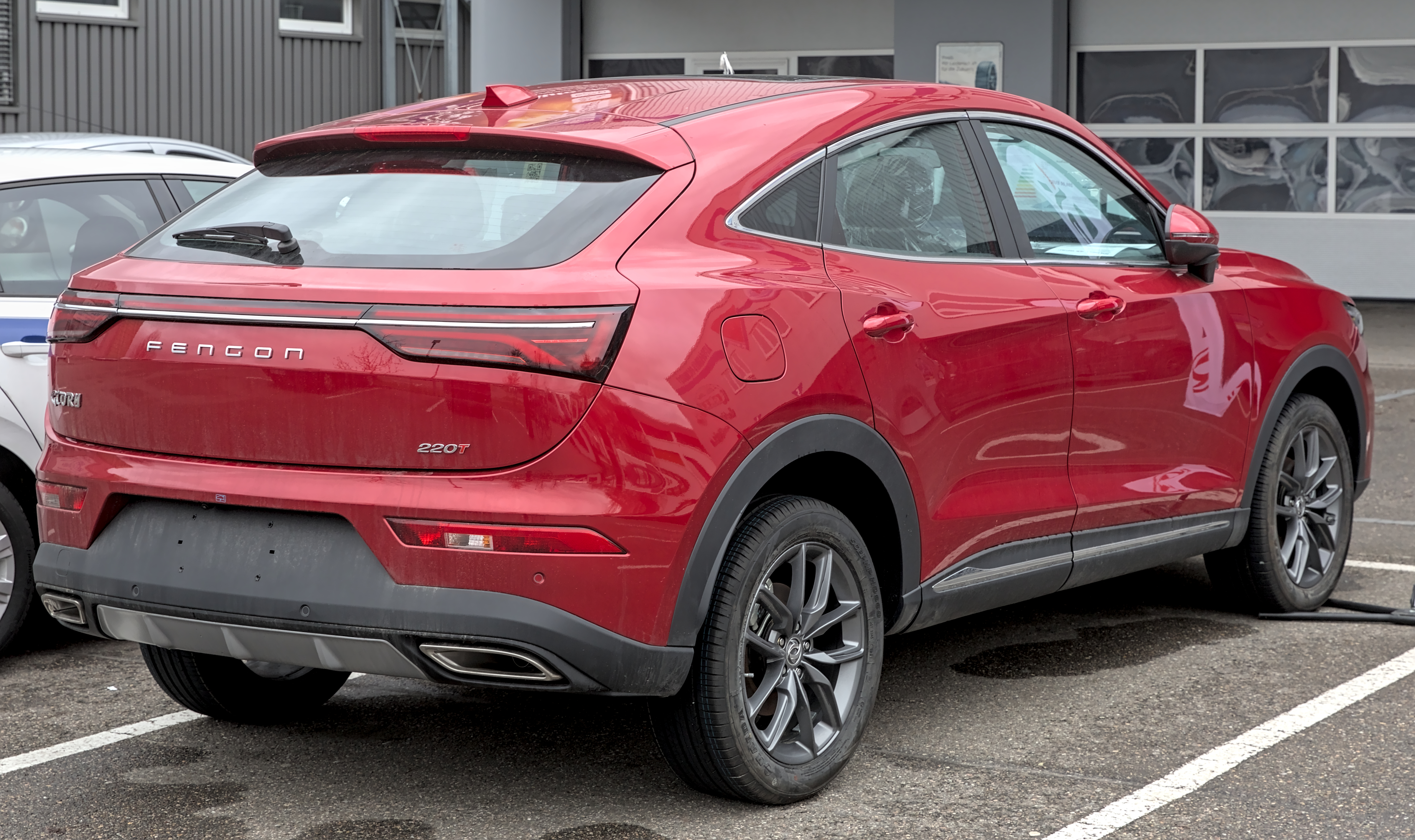
Dongfeng Fengguang ix5

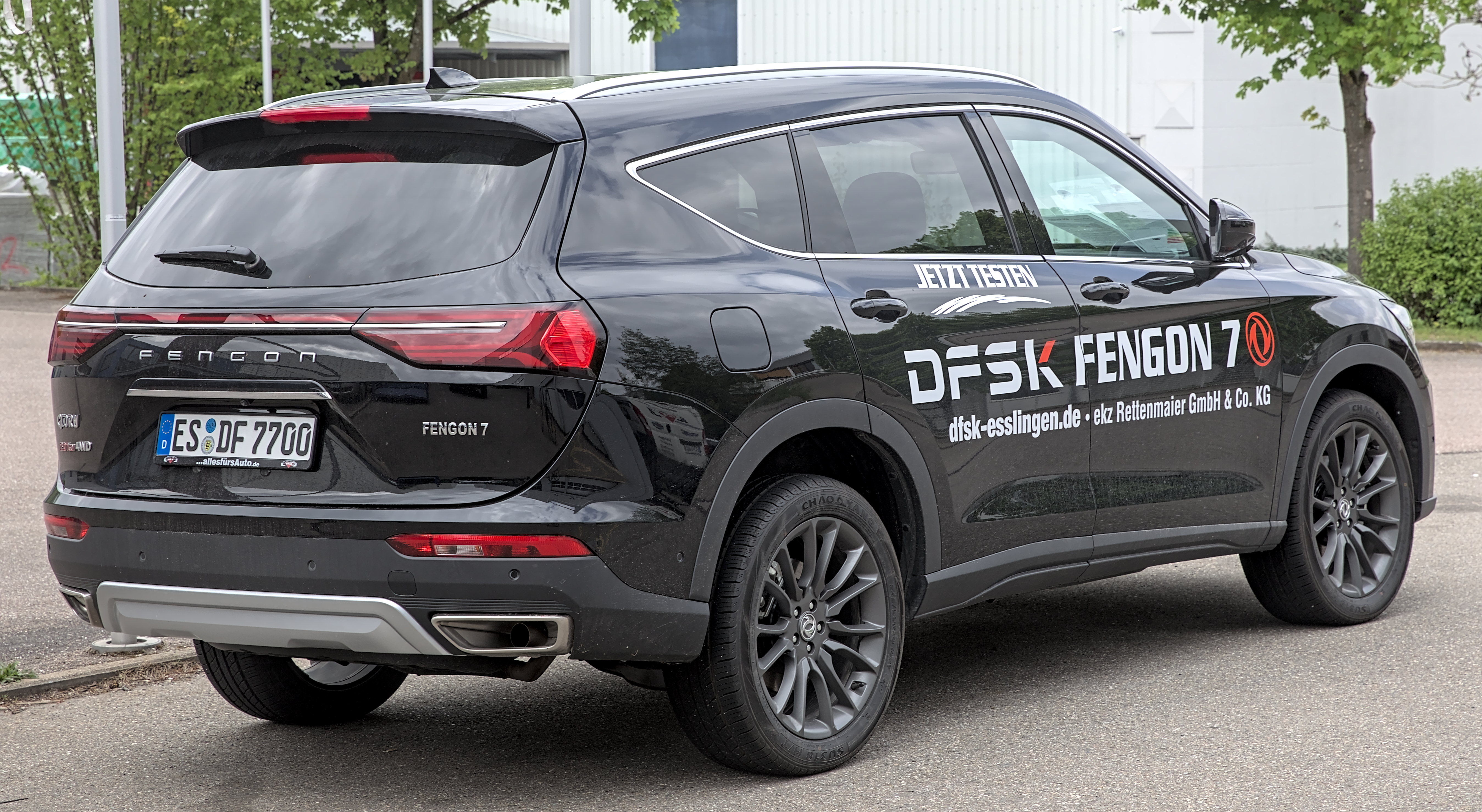
Dongfeng Fengguang ix7

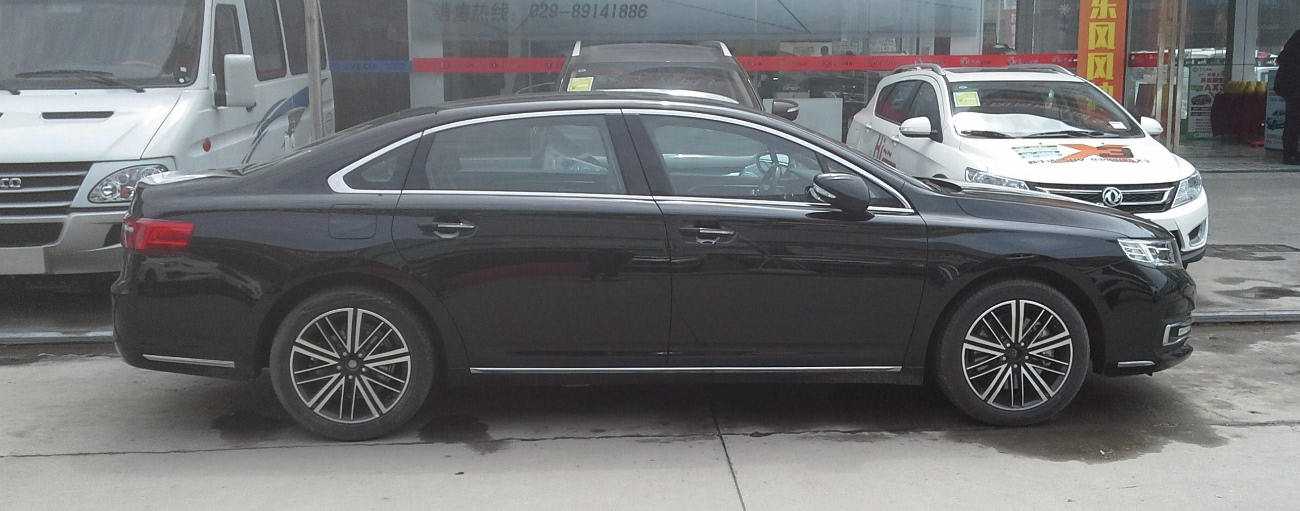
Dongfeng Fengshen A9

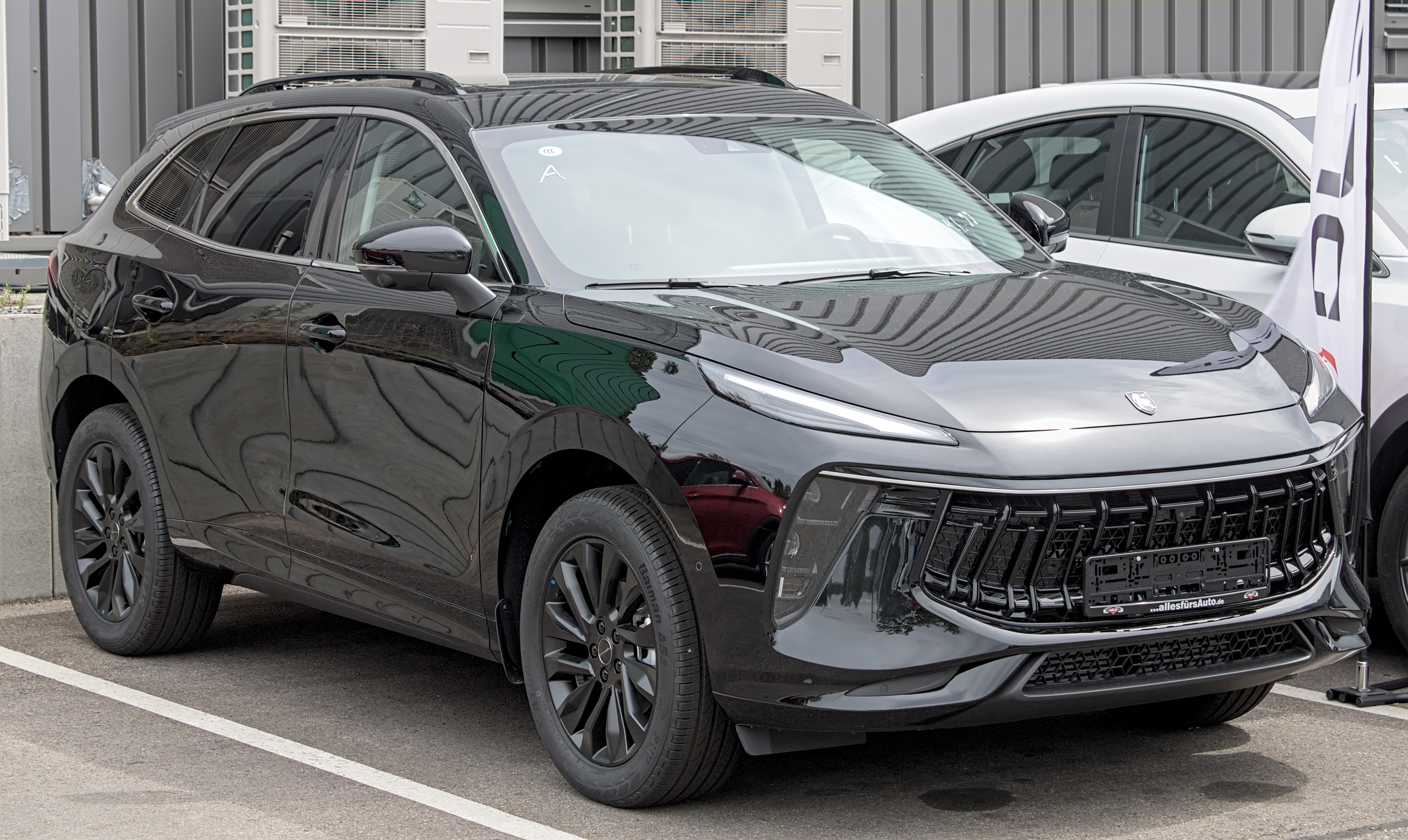
Dongfeng Fengxing Joyear T5 Evo

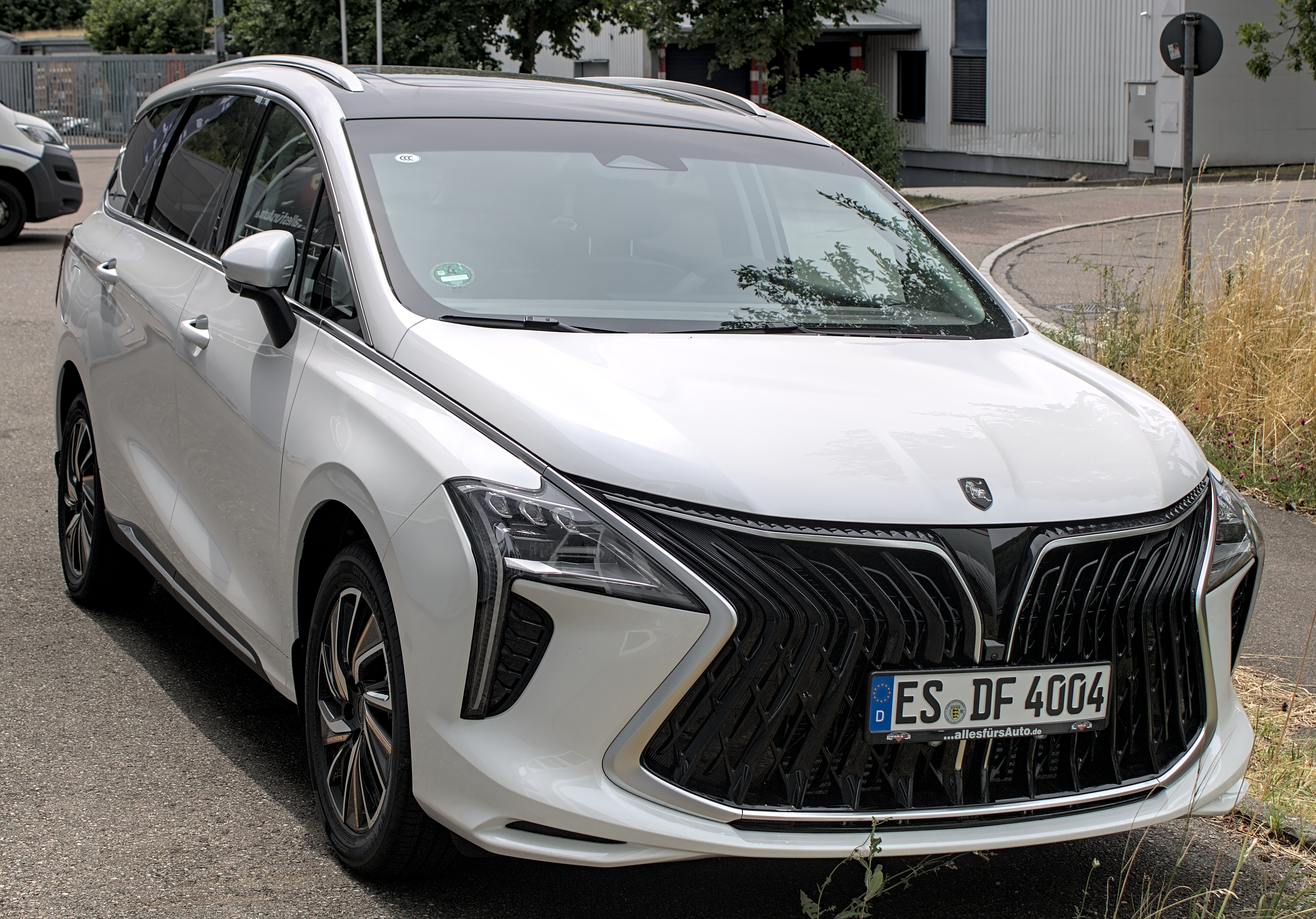
Dongfeng Fengxing Joyear Youting

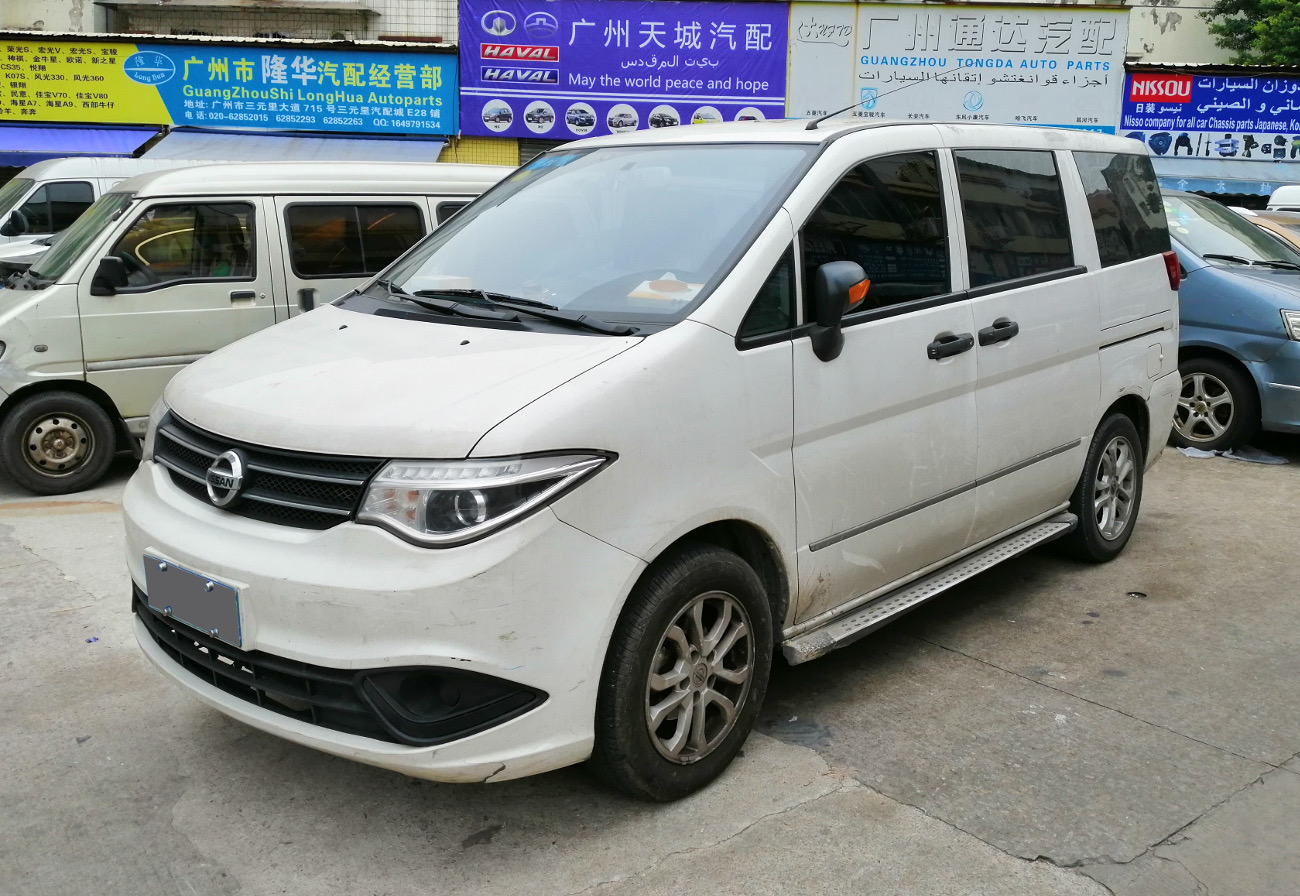
Dongfeng Succe

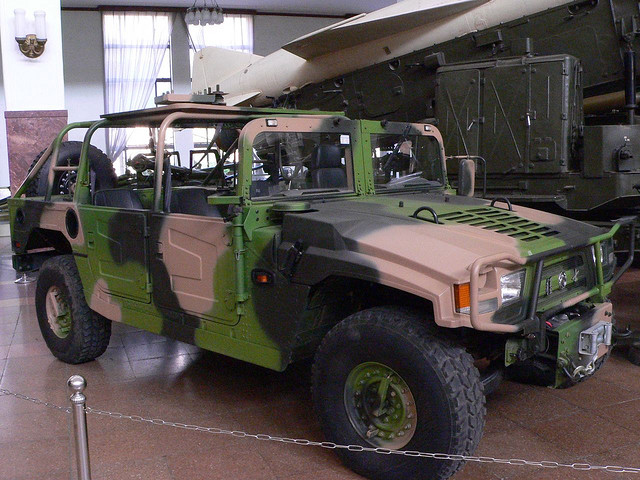
Dongfeng Tiejia

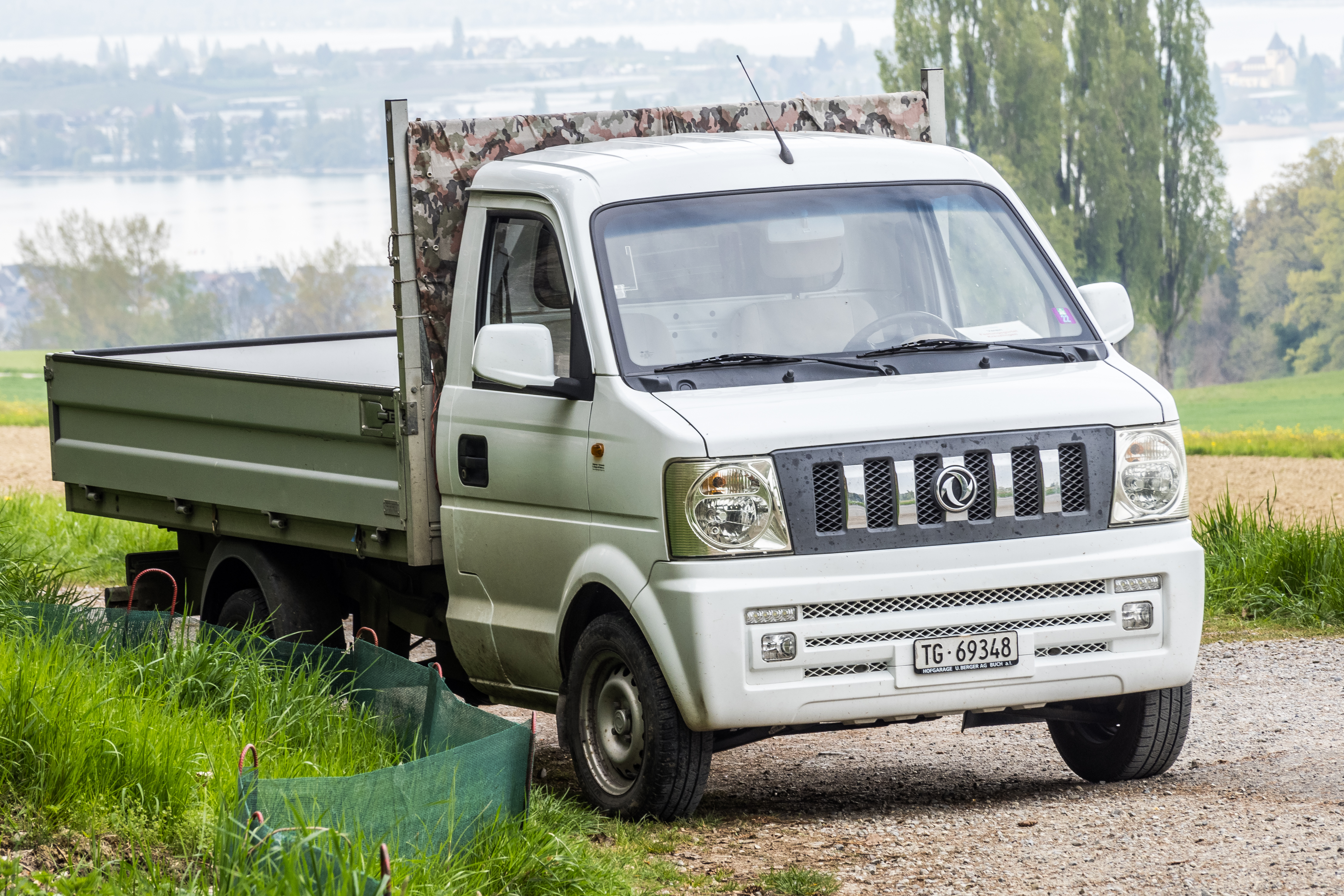
Dongfeng Sokon V22.

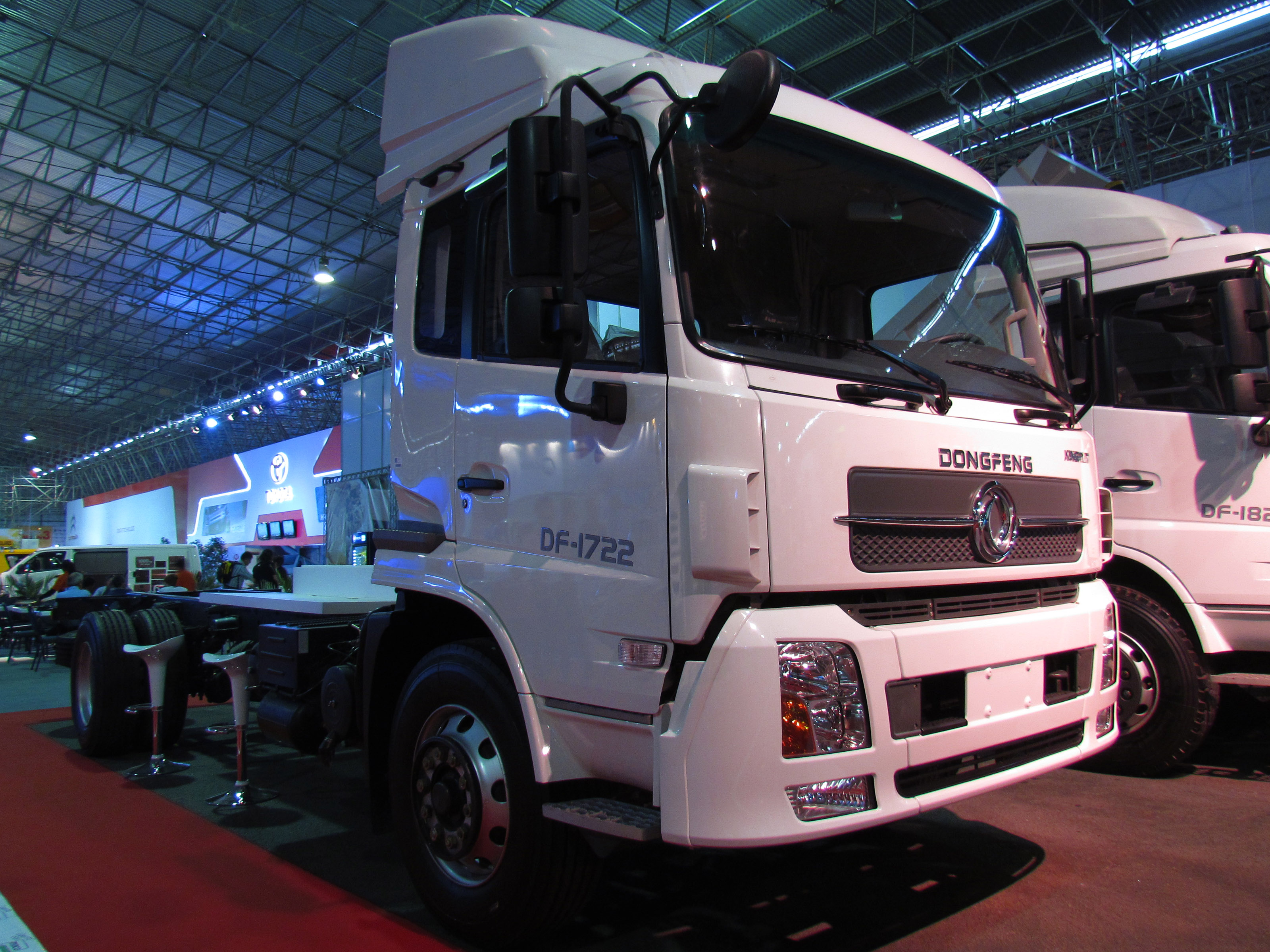
Lkw von Dongfeng

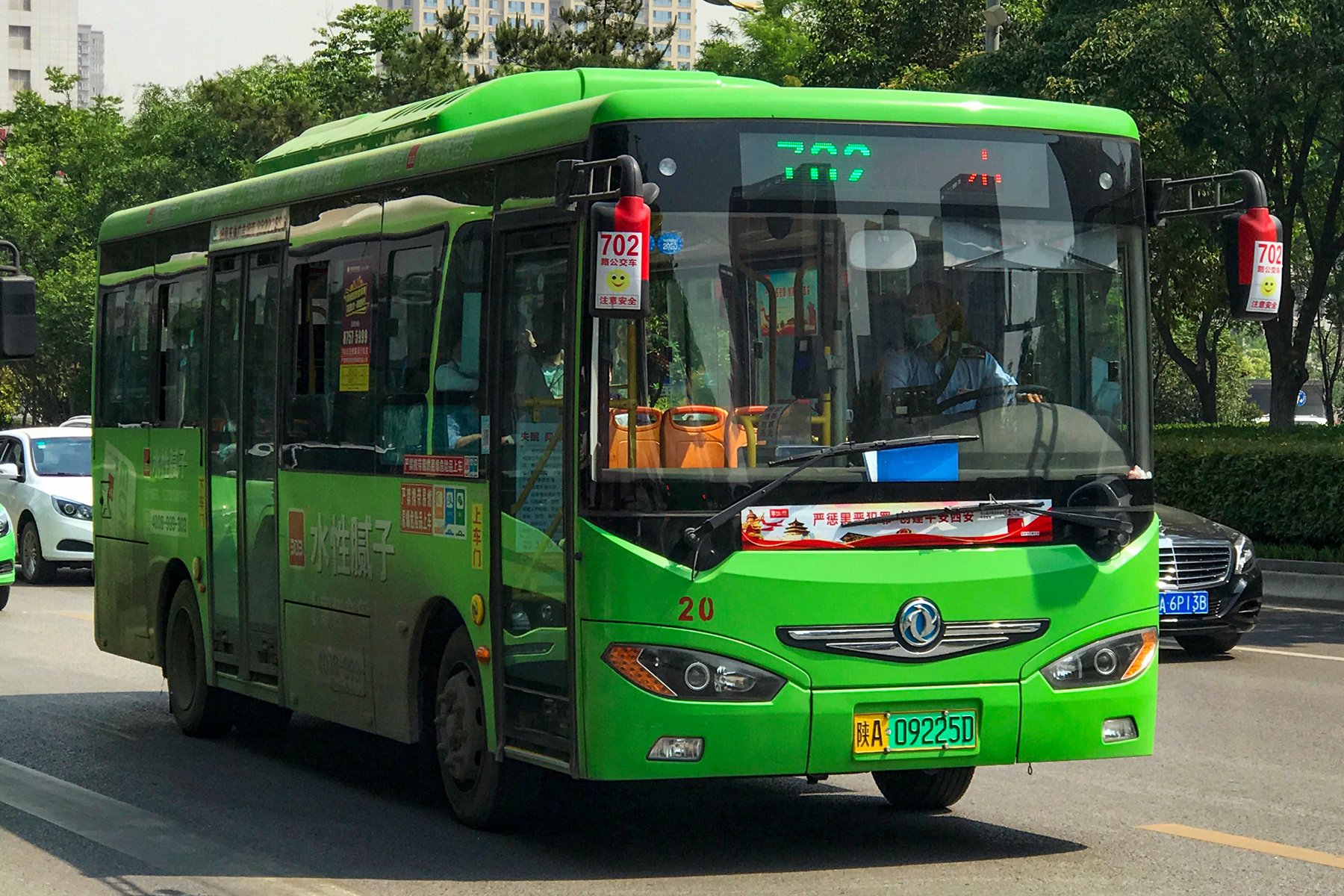
Omnibus von Dongfeng

Dongfeng (chinesisch 東風 / 东风, Pinyin Dōngfēng – „Ostwind“) ist eine Automarke aus der Volksrepublik China.

## Markengeschichte
Der Konzern Dongfeng Motor Corporation aus Wuhan verwendet diese Marke seit 1974 für Lastkraftwagen und seit 1999 für Personenkraftwagen. Einige der Hersteller sind Dongfeng Liuzhou Motor und Dongfeng Rongcheng Auto.
In den 1950er Jahren hatte First Automotive Works Personenkraftwagen unter der Marke Dongfeng vertrieben.

## Fahrzeuge
Dongfeng Motor Corporation stellt zwar seit 1992 in Gemeinschaftsunternehmen mit ausländischen Partnern Pkw her, die allerdings anfangs nicht als Dongfeng vermarktet wurden. Zu den ausländischen Partnern gehören 2025 Honda und Nissan.
Auf der Beijing Motor Show 1999 wurde mit EQ 7100, EQ 7101 und EQ 7080 ein eigener Entwurf präsentiert. Es war ein Kleinstwagen mit vier Türen, großer Heckklappe und fünf Sitzen. Die beiden erstgenannten hatten einen Motor mit 993 cm³ Hubraum und 52 PS Leistung, der letztgenannte 796 cm³ Hubraum und 40 PS. Im Dezember 2000 gingen sie ebenso wie eine Ausführung mit Stufenheck in Serienproduktion.
Der Tiejia im Stile eines Hummer wurde 2002 präsentiert und ab 2004 als Kombi, Cabriolet und Pick-up produziert. Eine Quelle gibt für dieses Modell den Hersteller Dongfeng Off-Road Vehicle Corporation an.
Unter der Marke Dongfeng werden einige Submarken wie Fengdu, Fengguang (englischer Name Fengon), Fengshen (englischer Name Aeolus) und Fengxing (englischer Name Forthing) verwendet.
Nachstehend eine Aufstellung über Pkw-Modelle, für die Zulassungszahlen in China bekannt sind:
- eπ 007 (seit 2024)[6]
- eπ 008 (seit 2024)[7]
- Fengdu MX5 (2017) ähnelt Dongfeng Fengshen AX7[8]
- Fengdu MX6 (2015–2019) Basis Nissan X-Trail[9]
- Fengguang 330 (seit 2013) ähnelt Dongfeng Fengguang 360 und Dongfeng Fengguang 370[10]
- Fengguang 360 (2015) ähnelt Dongfeng Fengguang 330 und Venucia M50V; Nachfolger wurde Dongfeng Fengguang 370[11]
- Fengguang 370 (2015–2020) Nachfolger des Dongfeng Fengguang 330; Nachfolger des Dongfeng Fengguang 360[12]
- Fengguang 500 (seit 2020) SUV[13]
- Fengguang 580 (seit 2016) SUV von Dongfeng Xiaokang[14]
- Fengguang 580 Plus (seit 2021) SUV von Dongfeng Xiaokang[15]
- Fengguang Dexian T8 (ab 2023)[16]
- Fengguang E1 (seit 2019)[17]
- Fengguang E3 (seit 2019)[18]
- Fengguang ix5 (seit 2018)[19]
- Fengguang ix7 (seit 2019)[20]
- Fengguang Landian E5 (seit 2023)[21]
- Fengguang Landian E5 Plus (seit 2024)[22]
- Fengguang Mini EV (seit 2022)[23]
- Fengguang S560 (seit 2017) SUV mit drei Sitzreihen[24]
- Fengshen A30 (2014–2019)[25]
- Fengshen A60 (2012–2024) Basis für den Dongfeng Fengshen E70 mit Elektromotor[26]
- Fengshen A9 (2016–2019) Basis Citroën C6[27]
- Fengshen AX3 (2016–2019)[28]
- Fengshen AX4 (2017–2019)[29]
- Fengshen AX5 (2016–2020)[30]
- Fengshen AX7 (seit 2014)[31]
- Fengshen EX1 (2020–2021) Elektroauto[32]
- Fengshen E30L (2015–2017) Elektroauto[33]
- Fengshen E70 (seit 2017) Variante des Dongfeng Fengshen A60 mit Elektromotor[34]
- Fengshen H30 (2010–2018) ähnelt Dongfeng Fengshen S30[35]
- Fengshen Haohan (seit 2023)[36]
- Fengshen Haoji (seit 2022)[37]
- Fengshen L60 (2015–2019)[38]
- Fengshen L7 (seit 2024)[39]
- Fengshen L8 (seit 2025)[40]
- Fengshen S30 (2009–2017) ähnelt Dongfeng Fengshen H30[41]
- Fengshen Sky EV01 (seit 2024)[42]
- Fengshen Yixuan (seit 2019)[43]
- Fengshen Yixuan GS (seit 2020)[44]
- Fengshen Yixuan Max (seit 2021)[45]
- Fengxing Joyear MPV (2007–2018) ähnelt Dongfeng Joyear X5[46]
- Fengxing Joyear CM7 (seit 2017)[47]
- Fengxing Joyear Leiting (seit 2023)[48]
- Fengxing Joyear Lingzhi (seit 2003)[49]
- Fengxing Joyear S50 (seit 2015)[50]
- Fengxing Joyear S500 (2015–2017)[51]
- Fengxing Joyear SX6 (seit 2016) Basis Dongfeng Fengxing S500[52]
- Fengxing Joyear T1 EV (seit 2020) Elektroauto[53]
- Fengxing Joyear T5 (seit 2019)[54]
- Fengxing Joyear T5 Evo (seit 2021)[55]
- Fengxing Joyear U-Tour V9 (seit 2024)[56]
- Fengxing Joyear X5 (2011–2021) ähnelt Dongfeng Joyear
- Fengxing Joyear Youting (seit 2022)[57]
- Fengxing Xinghai S7 (seit 2024)[58]
- Mengshi M-Hero 800 (ab 2024)[59]
- Mengshi M-Hero 917 (seit 2023)[60]
- Paladin (seit 2023)[61]
- Oting (2007–2015) Basis Nissan Xterra[62]
- Succe (seit 2009)[63]
- Warrior M50 (seit 2021)[64]
- Warrior M817 (seit 2025)[65]
- Yumsun (2007–2014)[66]

## Verkaufszahlen in China
Nachstehend die Pkw-Verkaufszahlen dieser Marke in China.
| Jahr | Pkw-Verkaufszahlen in China |
| ---- | --------------------------- |
| 2003 | 10.079                      |
| 2004 | 16.590                      |
| 2005 | 18.800                      |
| 2006 | 18.818                      |
| 2007 | 25.055                      |
| 2008 | 32.900                      |
| 2009 | 74.362                      |
| 2010 | 92.316                      |
| 2011 | 161.153                     |
| 2012 | 224.126                     |
| 2013 | 324.952                     |
| 2014 | 324.552                     |
| 2015 | 531.150                     |
| 2016 | 696.655                     |
| 2017 | 672.241                     |
| 2018 | 454.420                     |
| 2019 | 370.915                     |
| 2020 | 278.233                     |
| 2021 | 335.517                     |
| 2022 | 425.613                     |